# غوتفريد هينريتش باخ
غوتفريد هينريتش باخ (بالألمانية: Gottfried Heinrich Bach)‏ هو موسيقي وعازف بيانو وملحن ألماني، ولد في 26 فبراير 1724 في لايبزيغ في ألمانيا، وتوفي في 12 فبراير 1763 في ناومبورغ في ألمانيا.

## وصلات خارجية
- غوتفريد هينريتش باخ على موقع ميوزك برينز (الإنجليزية)